# Пад у рај
Пад у рај је српски филм снимљен 2004. године у режији Милоша Радовића.

## Радња
„Пад у рај“ је прича о бизарном српском лудаку (Лазар Ристовски) који је оборио „авакс“ са крова своје куће — јер га је наводно нервирало што његова сестра (Бранка Катић) позира пилотима непријатељског авиона. Љубиша одлучује подузети нешто те уз помоћ румунског кријумчарског ланца набавља руску ракету којом успева срушити амерички авион AWACS. Заробљава пилота (Сајмон Линдон) који покушава побећи што му никако не успева. Невероватно, али истинито, то је тек почетак заплета до чијег врхунца долази када пилот Љубиши понуди 5 мил. USD  уколико му помогне ухватити Слободана Милошевића. Он отима пилота и не зна шта би с њим. Пилот покушава да побегне на различите начине, али не успева. На крају приче, пилот се спасава и све има срећан крај.

## О филму
Филмска прича говори о несрећним догађајима који су задесили Југославију 1999. године, али кроз очи једног луцидног патриоте, игра га Лазар Ристовски, који сасвим сам покушава да реши рат. Можда би се могло рећи да се ради о црнохуморној причи. Ипак, она у великој мери осликава карактер човека овог поднебља кад се нађе у безизлазној ситуацији, а живот тражи решења и излазе на овај или онај начин. Код нашег јунака то је било — на његов начин.
Снимање филма почело је у лето 2003. године.
Занимљиво је да је сценарио о бомбардовању Београда настао 1995. године, чак четири године пре стварног догађаја, и да су улоге од почетка биле намењене Лазару Ристовском и Бранки Катић.

## Улоге
| Глумац                 | Улога              |
| ---------------------- | ------------------ |
| Лазар Ристовски        | Љубиша Кундачина   |
| Бранка Катић           | Душица Кундачина   |
| Сајмон Линдон          | Џонатан Шумахер    |
| Оливера Марковић       | Љубишина мајка     |
| Богдан Диклић          | портир у позоришту |
| Предраг Ејдус          | таксиста           |
| Никола Пејаковић       | Стратимировић      |
| Јована Миловановић     | Даца               |
| Тим Маршал             | Новинар Бил        |
| Ана Софреновић         | Водитељка          |
| Слободан Бода Нинковић | силеџија 1         |
| Горан Даничић          | силеџија 2         |
| Љубомир Бандовић       | силеџија 3         |
| Миодраг Попов          | Водитељ            |
| Биљана Србљановић      | девојка 1          |
| Јелена Ступљанин       | девојка 2          |
| Душан Тадић            | пензионер          |